# Centro di reazione fotosintetico
Il centro di reazione fotosintetico è il complesso proteico dove avvengono le reazioni luminose della fotosintesi.
La proteina contiene pigmenti come la clorofilla che assorbono la luce e rilasciano, per effetto dell'eccitamento energetico, una coppia elettronica che viene trasportata all'accettore finale (ne esistono diversi tipi: feofitina, chinone, plastochinone, citocromo bf, ferrodossina t, etc..).
Il centro di reazione è presente in tutti gli organismi fotosintetici, da molti tipi di alghe e batteri a tutte le piante verdi che ne possiedono due: P680 (nel fotosistema II) e P700 (nel fotosistema I). Nella fotosintesi il flusso degli elettroni va dal fotosistema II al fotosistema I; questa nomenclatura è dovuta al fatto che la scoperta del fotosistema I è avvenuta antecedentemente rispetto a quella del fotosistema II.